# Alarme d'horloge en temps réel
Une alarme d'horloge en temps réel est une fonctionnalité qui permet à un ordinateur de s'allumer à une certaine date et heure dans le futur. On la retrouve parfois dans la section "Gestion de l'alimentation" de la configuration BIOS / UEFI d'une carte mère.
Sous Linux, il est possible d'accéder à la valeur en cours de l'alarme en récupérant la donnée depuis /proc/acpi/alarm ou /sys/class/rtc/rtc0/wakealarm.
Il est aussi possible de modifier directement ces valeurs en écrivant une donnée à ces emplacements.
Néanmoins, il existe des utilitaires pour effectuer ces manipulations comme rtcwake qui évite de faire les conversions d'heure (passage de l'heure locale en UTC).
systemd peut aussi être utilisé pour réveiller un système et exécuter une tâche à un moment précis.
Pour Microsoft Windows, il existe plusieurs programmes permettant de sortir un ordinateur du mode veille ou hibernation. Le planificateur de tâches dans sa gestion de l'alimentation, peut également être utilisé afin de réveiller l'ordinateur pour exécuter une tâche.